# 昌原駅
昌原駅（チャンウォンえき）は、大韓民国慶尚南道昌原市義昌区東井洞にある韓国鉄道公社（KORAIL）の駅である。

## 利用可能な路線
- 韓国鉄道公社
  - 慶全線
  - 鎮海線（貨物線）
  - 徳山線（貨物線）

## 駅構造
- 島式ホーム2面4線の地上駅。

## 駅周辺
- 八龍洞住民センター
- 昌原星珉女子高等学校
- 昌原女子中学校
- 昌原科学高等学校
- 慶尚高等学校

## 歴史
- 1905年10月21日：馬山線の駅として開業[1][2]。

- 1908年4月1日：正式に旅客営業開始[3]。

- 1926年11月11日：鎮海線開業。
- 2015年2月1日：鎮海線の旅客営業が中止され貨物専用線となる。

## 隣の駅
韓国鉄道公社
慶全線
昌原中央駅 - (龍岡信号所) - 昌原駅 - 馬山駅
鎮海線（貨物線）
昌原駅 - 新昌原駅
徳山線（貨物線）
昌原駅 - (龍岡信号所) - 徳山駅